# Tarachodidae
Famille
Les Tarachodidae sont une famille d'insectes de l'ordre des Mantodea.

## Taxinomie
Les espèces se répartissent en 2 sous-familles : les Caliridinae et les Tarachodinae.

Il existe aussi 3 genres de classement incertain (incertae sedis) : Alfredistia, Episcopus et Parepiscopus.